# Dietro gli scaloni
Dietro li scaloni è l inno del Matera Calcio scritto nel 2013 dai Roots'n Stones Crew. 
L'inno è scritto dedicandosi alla Gradinata il tifo dello stadio materano e allo scomparso l'anno prima dello scrittura dell inno Franco Mancini.
L'inno è in genere Regae non che genere preferito del giocatore appena nominato